# Nuoto ai campionati europei di nuoto 2020 - 200 metri dorso femminili
La specialità dei 200 metri dorso femminili  dei campionati europei di nuoto 2020 si è svolta il 22 e 23 maggio 2021 presso la Duna Aréna di Budapest.

## Podio
| Pos.    | Atleta              | Nazione     |
| ------- | ------------------- | ----------- |
| Oro     | Margherita Panziera | Italia      |
| Argento | Cassie Wild         | Regno Unito |
| Bronzo  | Katalin Burián      | Ungheria    |

## Record
Prima della manifestazione il record del mondo (RM), il record europeo (EU) e il record dei campionati (RC) erano i seguenti.
|  | 2'03"35 | Regan Smith         | 26 luglio 2019 Gwangju |
|  | 2'04"94 | Anastasia Fesikova  | 1 agosto 2009 Roma     |
|  | 2'06"18 | Margherita Panziera | 9 agosto 2018 Glasgow  |

## Risultati

### Batterie
| Pos. | Batteria | Corsia | Atleta                | Nazionalità        | Tempo   | Note |
| ---- | -------- | ------ | --------------------- | ------------------ | ------- | ---- |
| 1    | 4        | 4      | Margherita Panziera   | Italia             | 2'08"52 | Q    |
| 2    | 4        | 3      | Lena Grabowski        | Austria            | 2'09"12 | Q    |
| 3    | 3        | 4      | Katalin Burián        | Ungheria           | 2'09"54 | Q    |
| 4    | 3        | 5      | Eszter Szabó-Feltóthy | Ungheria           | 2'09"72 | Q    |
| 5    | 2        | 2      | Réka Nyirádi          | Ungheria           | 2'10"44 |      |
| 6    | 3        | 7      | Katie Shanahan        | Regno Unito        | 2'10"74 | Q    |
| 7    | 2        | 1      | Aviv Barzelay         | Israele            | 2'11"60 | Q    |
| 8    | 4        | 5      | África Zamorano       | Spagna             | 2'11"98 | Q    |
| 9    | 2        | 6      | Cassie Wild           | Regno Unito        | 2'12"04 | Q    |
| 10   | 3        | 1      | Jenny Mensing         | Germania           | 2'12"13 | Q    |
| 11   | 2        | 4      | Daryna Zevina         | Ucraina            | 2'12"32 | Q    |
| 12   | 3        | 3      | Tatiana Salcuțan      | Moldavia           | 2'13"08 | Q    |
| 13   | 4        | 1      | Ugnė Mažutaitytė      | Lituania           | 2'13"26 | Q    |
| 14   | 4        | 7      | Ekaterina Avramova    | Turchia            | 2'13"37 | Q    |
| 15   | 2        | 3      | Sonnele Öztürk        | Germania           | 2'13"82 | Q    |
| 16   | 2        | 7      | Zuzanna Herasimowicz  | Polonia            | 2'13"96 | Q    |
| 17   | 4        | 8      | Aleksa Gold           | Estonia            | 2'14"11 | Q    |
| 18   | 4        | 6      | Anastasija Škurdaj    | Bielorussia        | 2'14"29 |      |
| 19   | 3        | 2      | Gabriela Georgieva    | Bulgaria           | 2'14"32 |      |
| 20   | 3        | 6      | Gerda Szilágyi        | Ungheria           | 2'14"36 |      |
| 21   | 2        | 9      | Ioanna Sacha          | Grecia             | 2'14"83 |      |
| 22   | 4        | 0      | Sudem Denizli         | Turchia            | 2'15"22 |      |
| 23   | 4        | 2      | Nadine Lämmler        | Germania           | 2'15"38 |      |
| 24   | 2        | 8      | Fanny Borer           | Svizzera           | 2'15"74 |      |
| 25   | 1        | 6      | Tamara Potocká        | Slovacchia         | 2'16"13 |      |
| 26   | 3        | 0      | Ingeborg Løyning      | Norvegia           | 2'16"45 |      |
| 27   | 4        | 9      | Karoline Sørensen     | Danimarca          | 2'17"12 |      |
| 28   | 1        | 1      | Lisa Nystrand         | Svezia             | 2'17"50 |      |
| 29   | 3        | 9      | Marion Gregoire       | Belgio             | 2'17"60 |      |
| 30   | 1        | 4      | Jade Smits            | Belgio             | 2'18"34 |      |
| 31   | 1        | 3      | Janja Segel           | Slovenia           | 2'18"43 |      |
| 32   | 1        | 5      | Signhild Joensen      | Fær Øer            | 2'18"50 |      |
| 33   | 1        | 7      | Emma Marušáková       | Slovacchia         | 2'20"80 |      |
| 34   | 1        | 2      | Mia Krstevska         | Macedonia del Nord | 2'23"40 |      |
| 35   | 1        | 8      | Jona Beqiri           | Kosovo             | 2'30"61 |      |
|      | 2        | 5      | Laura Bernat          | Polonia            | dq      |      |

### Semifinali
| Pos. | Batteria | Corsia | Atleta                | Nazionalità | Tempo   | Note |
| ---- | -------- | ------ | --------------------- | ----------- | ------- | ---- |
| 1    | 2        | 4      | Margherita Panziera   | Italia      | 2'07"61 | Q    |
| 2    | 1        | 4      | Lena Grabowski        | Austria     | 2'08"60 | Q    |
| 3    | 2        | 5      | Katalin Burián        | Ungheria    | 2'08"89 | Q    |
| 4    | 1        | 6      | Cassie Wild           | Regno Unito | 2'09"31 | Q    |
| 5    | 2        | 6      | África Zamorano       | Spagna      | 2'09"89 | q    |
| 6    | 1        | 5      | Eszter Szabó-Feltóthy | Ungheria    | 2'09"97 | q    |
| 7    | 2        | 3      | Katie Shanahan        | Regno Unito | 2'10"84 | q    |
| 8    | 1        | 2      | Daryna Zevina         | Ucraina     | 2'11"73 | q    |
| 9    | 2        | 2      | Jenny Mensing         | Germania    | 2'12"17 |      |
| 10   | 2        | 8      | Zuzanna Herasimowicz  | Polonia     | 2'12"55 |      |
| 11   | 2        | 1      | Ekaterina Avramova    | Turchia     | 2'12"96 |      |
| 12   | 2        | 7      | Tatiana Salcuțan      | Moldavia    | 2'13"10 |      |
| 13   | 1        | 1      | Sonnele Öztürk        | Germania    | 2'14"26 |      |
| 14   | 1        | 3      | Aviv Barzelay         | Israele     | 2'14"63 |      |
| 15   | 1        | 7      | Ugnė Mažutaitytė      | Lituania    | 2'14"70 |      |
| 16   | 1        | 8      | Aleksa Gold           | Estonia     | 2'15"17 |      |

### Finale
| Pos.    | Corsia | Atleta                | Nazionalità | Tempo   | Note |
| ------- | ------ | --------------------- | ----------- | ------- | ---- |
| Oro     | 4      | Margherita Panziera   | Italia      | 2'06"08 |      |
| Argento | 6      | Cassie Wild           | Regno Unito | 2'07"74 |      |
| Bronzo  | 3      | Katalin Burián        | Ungheria    | 2'07"87 |      |
| 4       | 5      | Lena Grabowski        | Austria     | 2'08"19 |      |
| 5       | 2      | África Zamorano       | Spagna      | 2'09"76 |      |
| 6       | 1      | Katie Shanahan        | Regno Unito | 2'09"90 |      |
| 7       | 7      | Eszter Szabó-Feltóthy | Ungheria    | 2'10"19 |      |
| 8       | 8      | Daryna Zevina         | Ucraina     | 2'13"06 |      |